# Melanchra pallens
Melanchra pallens är en fjärilsart som beskrevs av Otto Staudinger 1882. Melanchra pallens ingår i släktet Melanchra och familjen nattflyn. Inga underarter finns listade i Catalogue of Life.